# Thunderclap Newman
Thunderclap Newman est un groupe britannique de rock fondé en 1969 par Pete Townshend, le guitariste des Who. Il s'agit d'un trio composé de Speedy Keen (en), un roadie des Who qui écrit et compose des chansons, du guitariste Jimmy McCulloch et du pianiste de jazz Andy Newman, dont le surnom « Thunderclap » donne son nom au groupe.
Le premier single du groupe, Something in the Air, est produit par Townshend, qui joue également de la basse dessus. Il se classe no 1 des ventes au Royaume-Uni en juillet 1969. C'est un succès sans lendemain : aucun des autres singles du trio ne rencontre le même succès, pas plus que leur unique album, Hollywood Dream, sorti en 1970. Les trois musiciens se séparent l'année suivante.
En 2010, une nouvelle incarnation de Thunderclap Newman est relancée autour d'Andy Newman, dernier survivant du trio original. Cette version du groupe publie un album et donne quelques concerts avant de disparaître en 2012.

## Membres
- 1969-1971 :
  - Andy Newman : piano
  - Speedy Keen (en) : chant, batterie, guitare
  - Jimmy McCulloch : guitare

- 2010-2012 :
  - Andy Newman : piano
  - Mark Brzezicki : batterie
  - Nick Johnson : guitare
  - Josh Townshend : chant, guitare rythmique
  - Tony Stubbings : basse

## Discographie

### Albums
- 1970 : Hollywood Dream
- 2010 : Beyond Hollywood

### Singles
- 1969 : Something in the Air / Wilhelmina (no 1 au Royaume-Uni, no 37 aux États-Unis)
- 1970 : Accidents / I See It All (no 46 au Royaume-Uni)
- 1970 : The Reason / Stormy Petrel
- 1970 : Wild Country / Hollywood Dream